# Тополовень
Тополовень, Тополовені (рум. Topoloveni) — місто у повіті Арджеш в Румунії. Адміністративно місту підпорядковані такі села (дані про населення за 2002 рік):
- Боциркань (410 осіб)
- Горенешть (289 осіб)
- Крінтешть (471 особа)
- Цигенешть (416 осіб)

Місто розташоване на відстані 90 км на північний захід від Бухареста, 18 км на схід від Пітешть, 114 км на північний схід від Крайови, 103 км на південний захід від Брашова.

## Населення
За даними перепису населення 2002 року у місті проживали 10 595 осіб.
Національний склад населення міста:
| Національність | Кількість осіб | Відсоток |
| -------------- | -------------- | -------- |
| румуни         | 10568          | 99,7 %   |
| цигани         | 16             | 0,2 %    |
| угорці         | 3              | < 0,1 %  |
| турки          | 3              | < 0,1 %  |
| серби          | 2              | < 0,1 %  |
| німці          | 1              | < 0,1 %  |

Рідною мовою назвали:
| Мова      | Кількість осіб | Відсоток |
| --------- | -------------- | -------- |
| румунська | 10585          | 99,9 %   |
| угорська  | 2              | < 0,1 %  |
| циганська | 2              | < 0,1 %  |
| сербська  | 2              | < 0,1 %  |
| німецька  | 1              | < 0,1 %  |
| турецька  | 1              | < 0,1 %  |

Склад населення міста за віросповіданням:
| Релігія                                       | Кількість осіб | Відсоток |
| --------------------------------------------- | -------------- | -------- |
| православні                                   | 10557          | 99,6 %   |
| римо-католики                                 | 15             | 0,1 %    |
| п'ятдесятники                                 | 7              | 0,1 %    |
| реформати                                     | 6              | 0,1 %    |
| мусульмани                                    | 5              | < 0,1 %  |
| адвентисти                                    | 3              | < 0,1 %  |
| лютерани (Синодально-пресвітеріанська церква) | 2              | < 0,1 %  |

## Цікавинки
Місто дало назву страві традиційної румунської кухні — повидлу з Тополовені.